# Kabinett Rouvier I

Maurice Rouvier war 1887 sowie von 1905 bis 1906 Premierminister Frankreichs

Das erste Kabinett Rouvier war eine Regierung der Dritten Französischen Republik. Es wurde am 30. Mai 1887 von Premierminister (Président du Conseil) Maurice Rouvier gebildet und löste das Kabinett Goblet ab. Es blieb bis zum 12. Dezember 1887 im Amt und wurde vom Kabinett Tirard I abgelöst.
Dem Kabinett gehörten Vertreter der Union républicaine (UR), der Union démocratique (UD), der Union des gauches (UG) und der Gauche radicale (GRad) an.

## Kabinett
Dem Kabinett gehörten folgende Minister an:
| Amt                                                              | Name                            | Gruppe | Beginn der Amtszeit            | Ende der Amtszeit                   |
| ---------------------------------------------------------------- | ------------------------------- | ------ | ------------------------------ | ----------------------------------- |
| Premierminister                                                  | Maurice Rouvier                 | UR     | 30. Mai 1887                   | 12. Dezember 1887                   |
| Finanzminister                                                   | Maurice Rouvier                 | UR     | 30. Mai 1887                   | 12. Dezember 1887                   |
| Siegelbewahrer und Justizminister                                | Charles Mazeau Armand Fallières | UD     | 30. Mai 1887 30. November 1887 | 30. November 1887 12. Dezember 1887 |
| Außenminister                                                    | Émile Flourens                  |        | 30. Mai 1887                   | 12. Dezember 1887                   |
| Innenminister                                                    | Armand Fallières                | UD     | 30. Mai 1887                   | 12. Dezember 1887                   |
| Kriegsminister                                                   | Théophile Ferron                |        | 30. Mai 1887                   | 12. Dezember 1887                   |
| Minister für Marine und Kolonien                                 | Édouard Barbey                  | UG     | 30. Mai 1887                   | 12. Dezember 1887                   |
| Landwirtschaftsminister                                          | Paul Barbe                      | GRad   | 1. Juni 1887                   | 12. Dezember 1887                   |
| Minister für öffentlichen Unterricht, Religion und schöne Künste | Eugène Spuller                  | UR     | 30. Mai 1887                   | 12. Dezember 1887                   |
| Minister für Handel und Industrie                                | Lucien Dautresme                | UG     | 30. Mai 1887                   | 12. Dezember 1887                   |
| Minister für öffentliche Arbeiten                                | Severiano de Heredia            | GRad   | 30. Mai 1887                   | 12. Dezember 1887                   |
| Minister für Post und Telegrafie                                 | Maurice Rouvier                 | UR     | 30. Mai 1887                   | 12. Dezember 1887                   |

### Unterstaatssekretäre
Dem Kabinett gehörten folgende Sous-secrétaires d'État an:
| Amt               | Name           | Gruppe | Beginn der Amtszeit | Ende der Amtszeit |
| ----------------- | -------------- | ------ | ------------------- | ----------------- |
| Finanzministerium | Eugène Étienne | UD     | 1. Juni 1887        | 12. Dezember 1887 |

## Historische Einordnung
In die Amtszeit des Kabinetts Rouvier I fiel der Ordensskandal. Ende September 1887 stellte die Polizei fest, dass in einem Pariser Bordell Orden gehandelt wurden. General Caffarel wurde als Schuldiger ermittelt und gestand. Kriegsminister Ferron versuchte die Sache zu vertuschen und versetzte Caffarel in den Ruhestand. Am 8. Oktober enthüllte eine dem Boulangismus nahestehende Zeitung unter dem Titel „La Légion d'honneur à l’encan“ (die Republik wird versteigert) den Vorgang. Die Ermittlungen führten zu Daniel Wilson, einem Abgeordneten und Schwiegersohn des Staatspräsidenten Jules Grévy. Wilson hatte Orden und Ehrungen gegen Geschäftsbeteiligungen im Wert von bis zu 100.000 Francs verkauft. Zu seinen Mittätern gehörte auch General d’Andlau.
Wegen der Affäre trat Präsident Grévy zurück. Als neuer Staatspräsident wurde Marie François Sadi Carnot gewählt. Rouvier trat zurück, um den neuen Präsidenten freie Hand für ein neues Kabinett zu lassen; dieser scheiterte zunächst, als weder der favorisierte René Goblet noch der als Ersatz vorgesehene Armand Fallières eine Mehrheit fanden. Erst der dritte Kandidat, Pierre Tirard, wurde von der Abgeordnetenkammer akzeptiert.
Im Rahmen der Kolonialpolitik stieß die französische Armee weiter in Afrika vor; der Vorstoß auf Timbuktu wurde zunächst vom Massina-Reich und bei einem zweiten Versuch von den Tuareg verhindert. In Neukaledonien wurde am 18. Juli der Code de l’indigénat eingeführt; im Senegal geschah dies am 30. September. Am 17. Oktober wurde die Union Indochinoise gegründet und einem Generalgouverneur unterstellt.

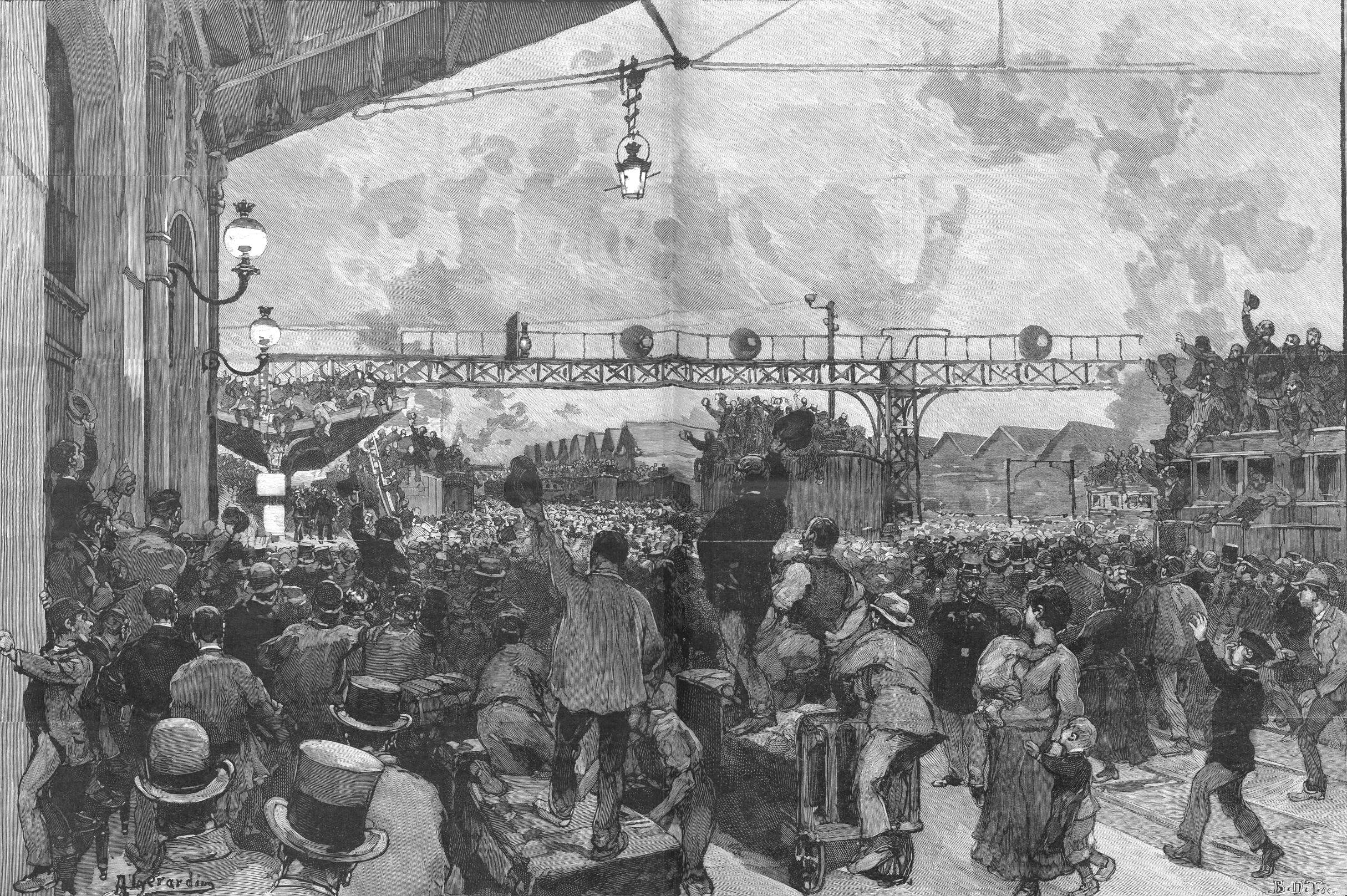
Menschenmenge bei der Abfahrt Boulangers, Gare de Lyon (Monde illustré, 16. Juli 1887)

Der populäre ehemalige Kriegsminister General Boulanger erreichte bei einer Nachwahl in Paris 12 % der Stimmen, obwohl er nicht als Kandidat angetreten war. Nachdem er Anfang Juli 1887 auf einen Posten in Clermont-Ferrand abgeschoben werden sollte, versuchte die Menge die Abfahrt des Zuges zu verhindern. Präsident Jules Grévy und Boulangers Nachfolger als Kriegsminister, General Ferron, wurden bei der Revue in Longchamp von der Menge ausgebuht.
Mit dem Gesetz vom 25. Juli 1887 wurde die Infanterie in Frankreich umfassend reformiert.